# اما هینتسه
اما هینتسه (آلمانی: Emma Hinze؛ زادهٔ ۱۷ سپتامبر ۱۹۹۷) دوچرخه‌سوار اهل آلمان است.
وی در مسابقات کشوری و بین‌المللی در مجموع برندهٔ ۳ مدال طلا، ۲ مدال نقره، ۲ مدال برنز شده‌است.